# Couvent des Hospitalières de la Roquette

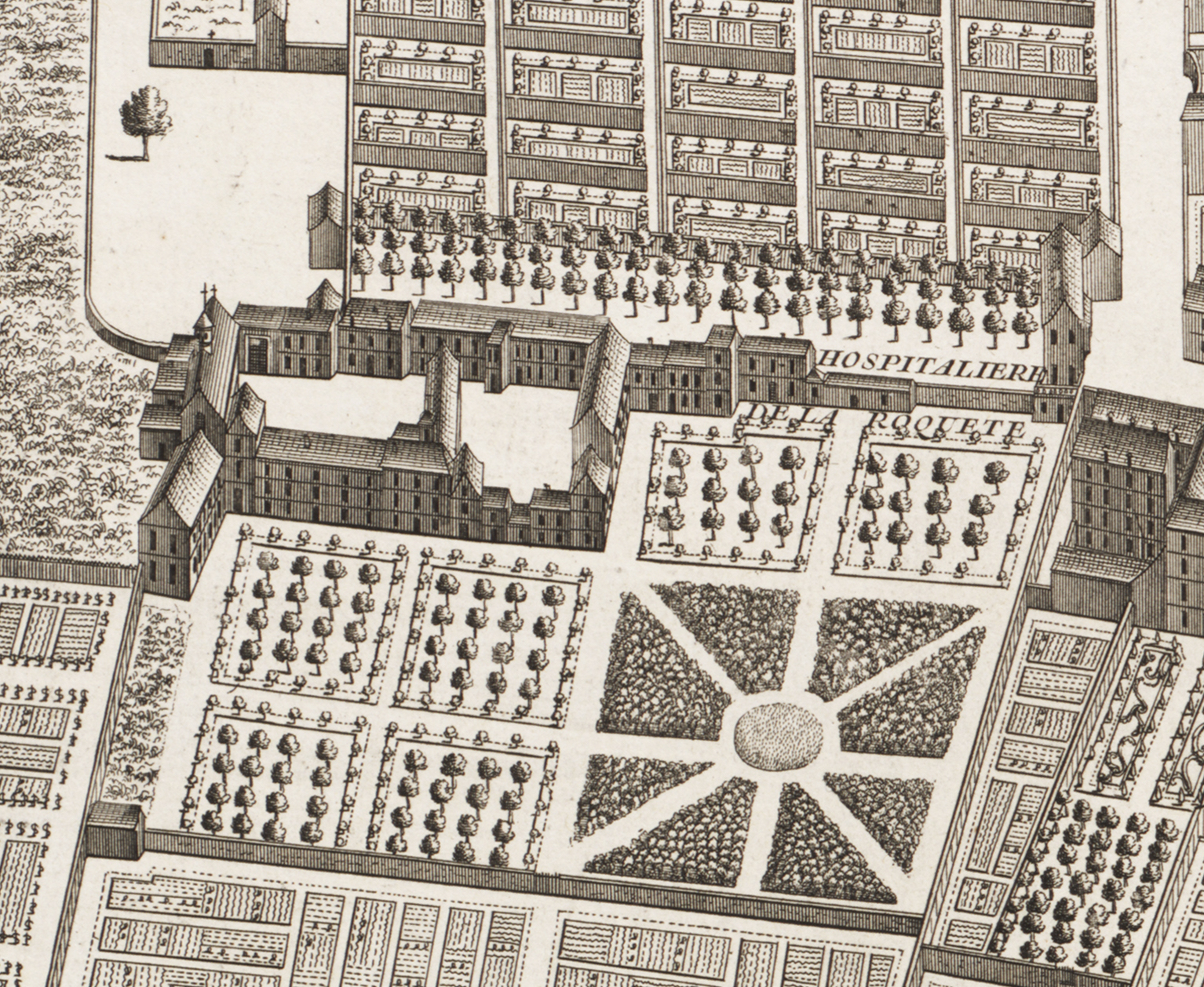
Hospitalières de la Roquette - Plan de Turgot

Le couvent des Hospitalières de la Roquette fut établi par les sœurs Hospitalières de la Roquette de 1690 à 1789 dans la rue de la Roquette, à Paris.

## Situation
Sur différentes cartes anciennes de Paris, le domaine de la Roquette apparait sous des mentions telles que « Les Dames Hospitalières de St. Joseph de la Raquette », ou « jardin et enclos des Hospitalières de la Roquette ».

## Historique
C'est en se séparant de la maison mère que les pensionnaires du couvent prirent le nom de Hospitalières de la Roquette.
La Roquette avait son jardin et ses terres étaient cultivées, il y avait des vignes et des arbres fruitiers comme des orangers. Le cimetière du couvent se trouvait à l'angle de la rue de la Roquette et de la rue Léon Frot, aujourd'hui occupé par le collège Alain Fournier. 
Le couvent sera supprimé à la Révolution et occupé par une filature sous l'Empire.